# Mazda Série B
La Mazda Série B est une gamme d'automobiles Pick-up du constructeur Mazda ayant été produites entre 1961 et 2006. Les véhicules de la gamme sont le B1500, le B1600, le B1800, le Rotary Pickup, le B2000, le B2200, le B2600 et le Bravo.
Il a été remplacé par le Mazda BT-50 en 2008.

## Cinquième génération (1998-2006)

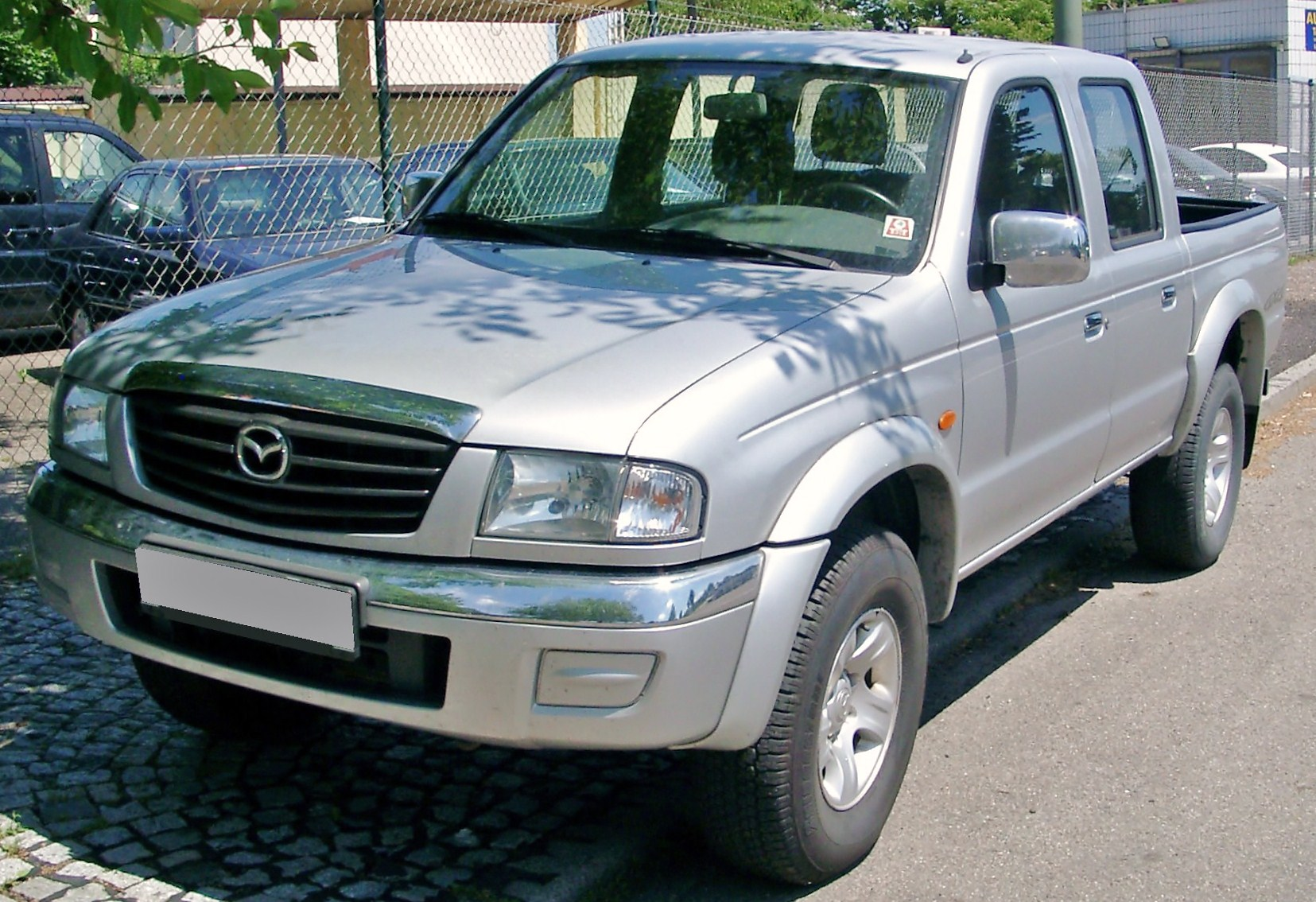
Mazda B2500 Phase II

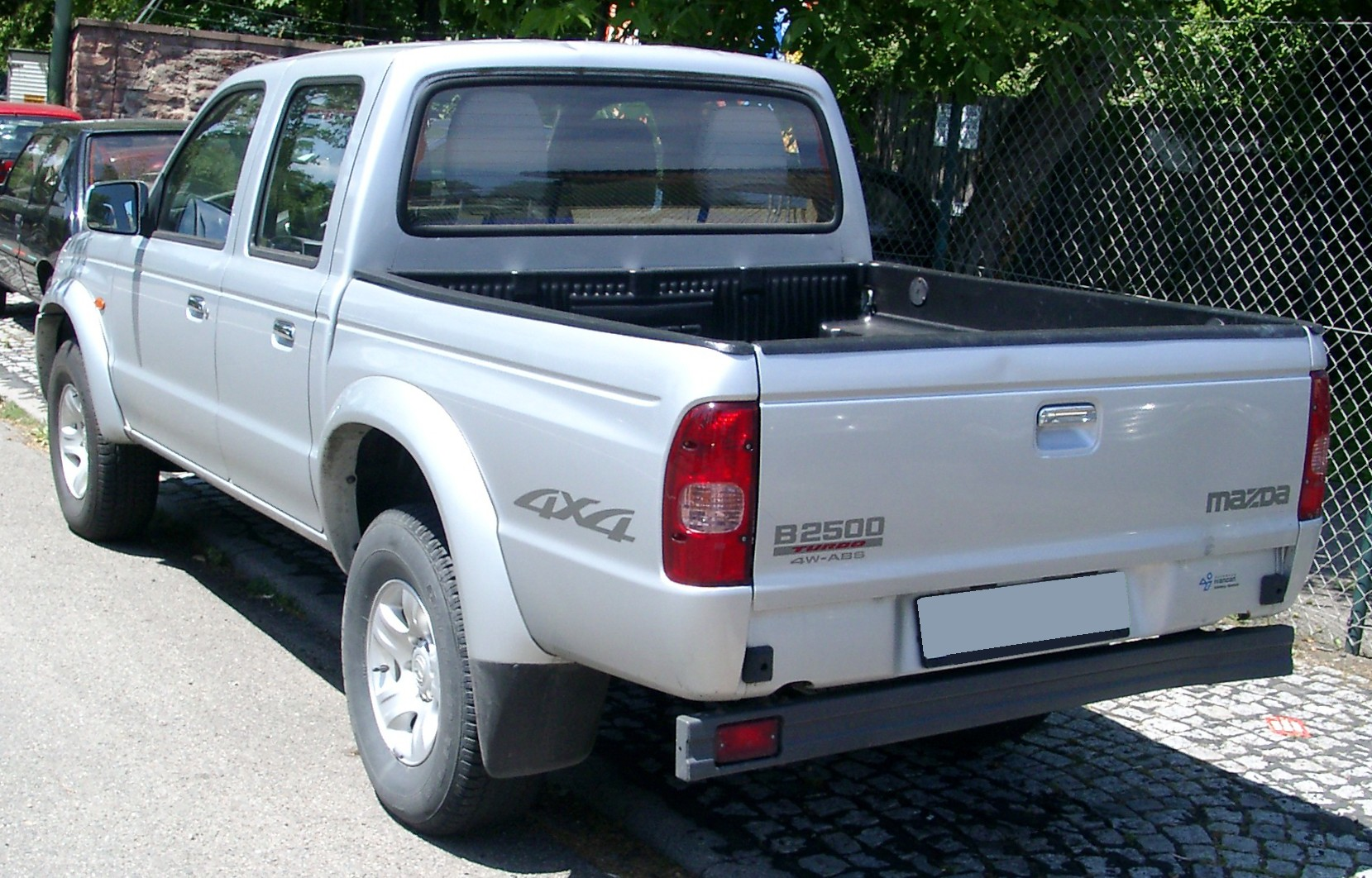
Mazda B2500 Phase II

Le Mazda B2500 est un pick-up tout terrain fabriqué par le constructeur automobile japonais Mazda. C'est un Ford Ranger rebadgé. Il est disponible en 3 carrosseries : utilitaire, simple cabine, et double cabine.